# Reiner Greiffendorf
Reiner Greiffendorf (* 17. September 1947; † 20. März 1990) war ein deutscher Fußballspieler, der für den 1. FC Mülheim und den Bonner SC in der Regionalliga bzw. 2. Bundesliga spielte. Später war er als Trainer im Amateurbereich tätig.

## Sportlicher Werdegang
Greiffendorf begann mit dem Fußballspielen bei TuRa 88 Duisburg. 1970 stieß er zum 1. FC Mülheim, der seinerzeit in der viertklassigen Landesliga Niederrhein spielte. Am Saisonende wurde er mit der Mannschaft Meister, anschließend marschierte der Aufsteiger durch die Verbandsliga-Spielzeit 1971/72 und wurde Meister der drittklassigen Verbandsliga Niederrhein vor dem VfB Remscheid. In der anschließenden Aufstiegsrunde zur Regionalliga West setzte der FCM sich gegen den Bonner SC, die Sportfreunde Siegen und den STV Horst-Emscher durch. Dabei kam Greiffendorf in allen sechs Partien an der Seite von Wilfried Mackscheidt, Ernst Bachmann, Gerd Brenke, Heiner Pottgießer und Klaus-Dieter Mackowiak zum Einsatz. Trotz einer 1:10-Klatsche am vierten Spieltag beim späteren Westmeister Rot-Weiss Essen setzte er sich mit dem Liganeuling in der Regionalliga-West-Spielzeit 1972/73 aufgrund der Heimstärke des Klubs in der Zweitklassigkeit fest, in der folgenden Spielzeit erreichte er mit der Mannschaft sogar den vierten Tabellenplatz. Aufgrund der Einführung der 2. Bundesliga musste er dennoch mit dem Klub um den Klassenerhalt zittern, da über die aus den Ergebnissen der Vorjahre abgeleiteten Platzziffern in der Fünfjahreswertung maßgeblich waren, der Klub aber erst zwei Spielzeiten in der Regionalliga vertreten war. Letztlich profitierte die Mannschaft vom Aufstieg von Tennis Borussia Berlin in die Bundesliga, da potentielle Berliner Nachrücker wie ´Blau-Weiß 90 Berlin oder Hertha Zehlendorf auf eine Teilnahme verzichteten und der Platz der Nordgruppe an den FCM ging.
Am 4. August 1974 erzielte Greiffendorf für die Styrumer „Löwen“ das erste Tor in der 2. Bundesliga, beim 1:0-Heimerfolg über den VfL Osnabrück erzielte er per Strafstoß das einzige Tor der Partie. Im Verlauf der Spielzeit 1974/75 kam er unter den drei Trainern Horst Witzler, Winfried Weiß und Richard Winking regelmäßig zum Einsatz, lediglich der in allen 38 Ligaspielen eingesetzte Herbert Stoffmehl verzeichnete ein Saisonspiel mehr. Als Tabellenelfter profitierte die Mannschaft insbesondere von ihrer Heimstärke, 27 der 36 Punkte wurden im heimischen Ruhrstadion eingefahren. Vor Beginn der folgenden Spielzeit wälzte der Klub aus finanziellen Gründen den Kader deutlich um, dabei wurden unter anderem  mit Heiko Mertes, Ernst Bachmann, Otto Luttrop, Dieter Zedel und Tormann Wilfried Mackscheidt einige Leistungsträger abgegeben und zeitgleich für ungefähr insgesamt 120.000 Mark Ablösesumme 15 neue Spieler insbesondere aus dem Amateurbereich verpflichtet, so dass die Personalkosten um die Hälfte reduziert wurden. Auch der Trainer wurde gewechselt, auch unter Horst Bistrich blieb Greiffendorf erste Wahl. Der Klub geriet jedoch schnell in Abstiegsgefahr, so dass der letztjährige Erfolgstrainer Richard Winking Anfang Oktober wieder zurückgeholt wurde. Doch auch unter ihm blieb der langfristige Erfolg aus, auf dem viertletzten Tabellenplatz liegend stieg die Mannschaft in die Drittklassigkeit ab, Greiffendorf avancierte durch seine 38 Saisoneinsätze mit damit insgesamt 75 Spielen zum Rekordspieler des Klubs in der 2. Bundesliga. Nahezu zeitgleich mit dem letzten Spieltag, an dem sich der Klub mit einem 5:1-Heimerfolg über Arminia Bielefeld verabschiedete erfolgte die Verkündung des Lizenzausschusses des DFB, dem Klub ebenso wie Zweitligakonkurrent Wuppertaler SV die Lizenz zu verweigern. In der Folge verabschiedeten sich etliche Spieler – darunter auch Greiffendorf – vom 1. FC Mülheim, der im Herbst ein Insolvenzverfahren eröffnete.
Greiffendorf hatte sich für weitere Aufgaben in der 2. Bundesliga empfohlen, im Sommer 1976 wechselte er zum Bonner SC, der in die 2. Bundesliga Nord aufgestiegen war. Für den Klub bestritt er im Verlauf der Spielzeit 1976/77 unter Trainer Martin Luppen 35 der 38 Saisonspiele an der Seite von Spielern wie Norbert Lenzen, Pedro Milašinčić, Ulrich van den Berg, Walter Hoffmann und Günter Schwaba. Der Hauptstadt-Klub schaffte sportlich den Klassenerhalt, im Juni wurde dem Klub jedoch seitens DFB die Lizenz verweigert. Nachdem das Einspruchsverfahren im Juli 1977 erfolglos geblieben war, stieg Greiffendorf mit der Mannschaft in die Verbandsliga Mittelrhein ab. Mit dem nunmehr Drittligisten trat er im DFB-Pokal 1977/78 nochmals überregional in Erscheinung, als die Mannschaft erst in der dritten Runde auswärts beim Bundesligisten Borussia Mönchengladbach verlor. 1978 wechselte er zum VfB Speldorf, mit dem er bis in die Verbandsliga Niederrhein aufstieg.
Erste Trainerstation Greiffendorfs war der BSV Grün-Weiß Flüren, ehe er zum VfB Speldorf zurückkehrte. 1987 übernahm er das Traineramt beim 1. FC Mülheim, wo er bis zu seinem überraschenden Tod im Frühjahr 1990 aktiv war. Hauptberuflich war Greiffendorf für die Stadt Duisburg tätig, zuletzt als Brandmeister.